# Lozanne
Lozanne là một xã thuộc tỉnh Rhône trong vùng Rhône-Alpes phía đông nước Pháp. Xã này nằm ở khu vực có độ cao trung bình 202 mét trên mực nước biển.
Danh xưng dân địa phương là Lozannais.
Thị trấn có cự ly 10 km (6,2 mi) so với Anse (Rhône), 16 km (9,9 mi) so với Villefranche-sur-Saône, 21 km (13 mi) so với Lyon.
Có 7 làng xung quanh Lozanne: Civrieux-d'Azergues về phía đông, Saint-Jean-des-Vignes về phía bắc, Belmont-d'Azergues về phía tây bắc, Châtillon-d'Azergues về phía tây, Fleurieux-sur-l'Arbresle về phía tây nam, Lentilly về phía nam và Dommartin (Rhône) về phía đông nam.

## Dân số
| Năm  | Dân số |
| ---- | ------ |
| 1962 | 780    |
| 1968 | 896    |
| 1975 | 1347   |
| 1982 | 1704   |
| 1990 | 1645   |
| 1999 | 2157   |
| 2006 | 2321   |